# I criminali della galassia
I criminali della galassia (tdl. ‘Los criminales de la galaxia’) es una película italiana de 1965, de los géneros ciencia ficción y terror, dirigida por Antonio Margheriti y escrita por Renato Moretti e Ivan Reiner. Está protagonizada por Tony Russel, como el comandante Mike Halstead; también destacan Lisa Gastoni, Franco Nero y Massimo Serato. 
La estética de bajo presupuesto y el ambiente general de estilo camp (barato, desagradable, o descaradamente inauténtico) han convertido a este film en un favorito de los fanes de «películas malas» y sitios web tales como badmovies.org.
Esta es la primera de cuatro películas de ciencia ficción "Gamma One». Estos filmes fueron originalmente contratados por Metro-Goldwyn-Mayer para ser telefilmes (películas que solo se exhiben en la TV), pero, finalmente, fueron estrenadas en el cine.

## Tetralogía de la serie Gamma One
Cuatro películas italianas conforman la tetralogía de la serie Gamma One:
- 1.º I criminali della galassia (Los criminales de la galaxia), en 1965.
- 2.º La guerra de los planetas (I Diafanoidi Vengono da Marte, Los diafanoides vienen de Marte), en 1966.
- 3.º El planeta errante (Il Pianeta Errante, El planeta errante), en 1966.
- 4.º Snow Devils (La Morte Viene dal Pianeta Aytin, La muerte viene del planeta Aytin), en 1967.